# The Entrepreneur
 (janvier 2014).
The Entrepreneur est le premier jeu vidéo conçu par Peter Molyneux, sorti en 1984 sur PC et support disquette.
The Entrepreneur était un jeu de simulation de bourse et de création de société basé sur le texte et seulement vendu à deux exemplaires, achetés certainement par sa mère[réf. nécessaire]. Il en fut de même pour le courrier reçu à la suite de la sortie de son jeu[pas clair]. Mais il était déjà précurseur dans le milieu des jeux vidéo, car à cette époque les jeux de simulations étaient rares et peu répandus.